# Philodendron pteropus
Philodendron pteropus là một loài thực vật có hoa trong họ Ráy (Araceae). Loài này được Mart. ex Engl. miêu tả khoa học đầu tiên năm 1879.